# NGC 908
NGC 908 (również PGC 9057) – galaktyka spiralna z poprzeczką (SBc), znajdująca się w gwiazdozbiorze Wieloryba. Odkrył ją William Herschel 20 września 1786 roku. Jest to galaktyka gwiazdotwórcza znajdująca się ok. 60 milionów lat świetlnych od Ziemi. Jej rozciągnięte ramię spiralne świadczy o tym, że w przeszłości prawdopodobnie przeszła blisko innej galaktyki, choć obecnie żadna galaktyka nie znajduje się w jej pobliżu.
W galaktyce tej zaobserwowano do tej pory dwie supernowe – SN 1994ai i SN 2006ce.